# Pierre Berès
Pour les articles homonymes, voir Berès.
Pierre Berès, à l'état civil Pierre Berestovski, est un libraire, éditeur et collectionneur d'art français d'origine russe, né le 18 juin 1913, à Stockholm (Suède), et mort le 28 juillet 2008, à Saint-Tropez ; il est inhumé au cimetière de Passy, à Paris.

## Biographie
Pierre Berès est, en 1926, élève au lycée Louis-le-Grand puis poursuit ses études à la Sorbonne. Il se lance en 1929 dans le commerce des livres, collecte des autographes des membres de l'Académie française (dont Clemenceau) et dirige, en 1930, sa première vente comme expert. André Gide, dont il est le voisin rue Vaneau, à Paris, lui confie trois manuscrits à vendre, dont celui de Si le grain ne meurt.

### Le libraire
À sa majorité, en 1934, Pierre Berès ouvre sa première librairie parisienne au 24 rue Laffitte baptisée Incidences en hommage à André Gide dont il fut le proche dès l'âge de 17 ans.
Pierre Berès publie en 1935 des œuvres inédites de Colette illustrées par André Dunoyer de Segonzac, Dignimont et Luc-Albert Moreau. En 1936, il rachète la moitié du manuscrit des Illuminations de Rimbaud à Gustave Kahn qui les avait publiées. Il retrouve des épreuves de La Chartreuse de Parme de Stendhal qui, selon « l'avis de M. de Balzac », supprime les cinquante premières pages. Au milieu des années 1930, il s'intéresse aux bibliothèques dont, à la suite de la crise de 1929, des milliardaires américains se défont et participe aux ventes Mortimer Schiff et Cortland F. Bishop de 1938, faisant l'acquisition d'éditions originales de Cervantès et de chefs-d'œuvre de la Renaissance ayant appartenu à François Ier.

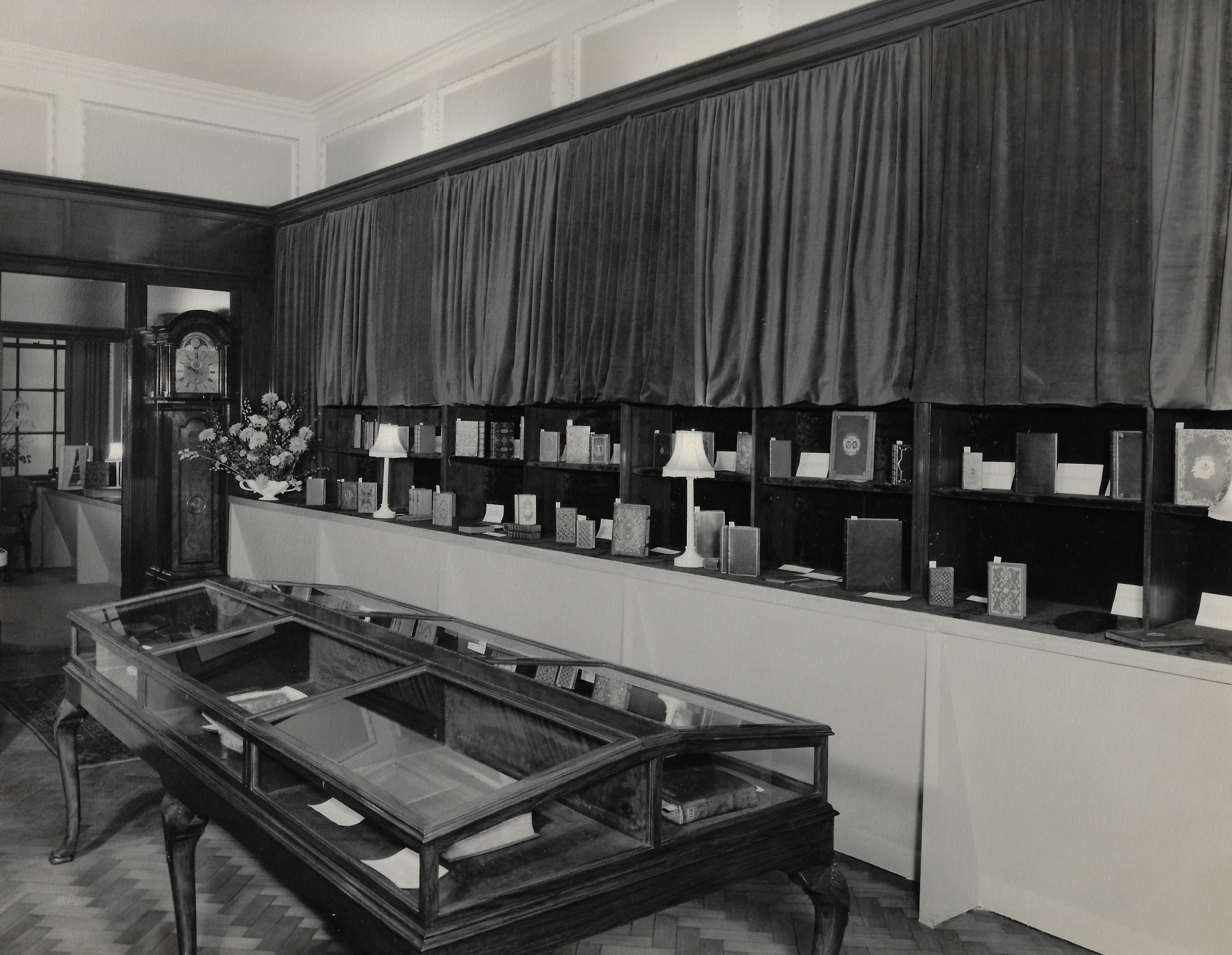
Vue de la librairie Pierre Berès, Paris.

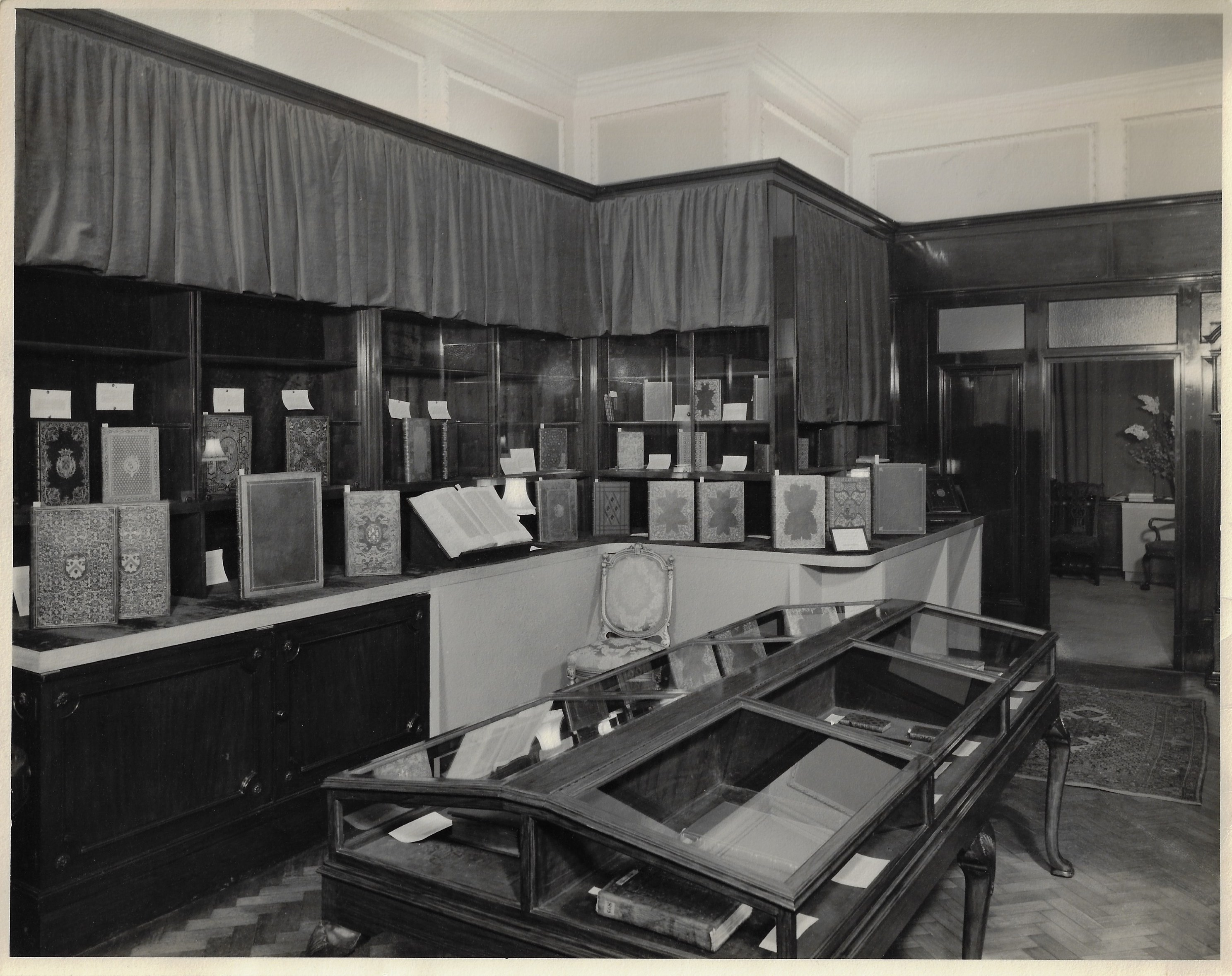
Vue de la librairie Pierre Berès, Paris.

Pierre Berès ouvre, en 1939, une librairie avenue de Friedland, que fréquente une clientèle particulièrement aisée, roi de l'étain ou magnat du pétrole. De Chardonne à Mitterrand, tout le monde littéraire et politique de son temps se croisait dans sa librairie. « Son nom plane sur toutes les grandes ventes de livres du XXe siècle, du manuscrit des Illuminations de Rimbaud à la Chartreuse de Parme annotée par Stendhal. Il n’a cessé d’exhumer de nulle part des livres grandioses », souligne le commissaire-priseur Pierre Cornette de Saint-Cyr.
Les fiches qu'il constitue lui permettent de suivre des milliers de volumes précieux sur plusieurs générations. Il se lie avec Picasso en 1942, avec Éluard, Raymond Queneau, Brassaï. 
En 1944 il y expose les œuvres graphiques de Bonnard, en 1946 le livre Jazz de Matisse, en 1947 les œuvres graphiques d'Henri Laurens dans sa librairie. La même année, elle apparaît au début du film Le Diable boiteux, de Sacha Guitry. Il en fonde l'année suivante une succursale à New York. 

### L'éditeur
Immense collectionneur de manuscrits, de livres et d'œuvres d'art, « charismatique » ou « magnétique » selon ses collaborateurs, Pierre Berès, tout en continuant de diriger sa librairie, et après avoir fondé en 1945 avec Maurice Goudeket les éditions La Palme, rachète en 1956 les Éditions Hermann, où il inaugure par la suite de nombreuses collections qui reflètent son double intérêt pour les sciences et les arts. Il entreprend notamment une édition des œuvres complètes de Diderot.
En 1960, il crée avec André Chastel la publication Art de France qui connaît quatre volumineux numéros jusqu'en 1964, comportant des lithographies originales (ou estampille pour Hajdu) de peintres de l'école de Paris, de Max Ernst, d'Estève, d'André Masson, de Soulages, d'Ubac, de Jacques Villon. Avec Chastel et Françoise Cachin, Pierre Berès crée également la collection « Miroirs de l'art », rassemblant des textes de réflexion sur la peinture et l'architecture de toute époque, et notamment de : 
- Guillaume Apollinaire
- Aragon
- Baudelaire
- Abraham Bosse
- Boullée
- Cocteau
- Maurice Denis
- Diderot
- Louis Dimier
- Durer
- Fénéon
- Edmond et Jules de Goncourt
- Hegel
- Kandinsky
- Lessing
- André Lhote
- Matisse
- Nicolas Poussin
- Signac
- Stendhal
- Taine
- Vasari
- Carel van Mander
- Léonard de Vinci
- Viollet-le-Duc
- Vitruve

Parmi les titres publiés dans la collection « L'Esprit et la Main », Ubac illustre Épicure ; Bazaine, Pierre Lecomte du Noüy (1964) ; Mathieu, Raymond Queneau ; Max Ernst, Lewis Caroll ; Geneviève Asse, Jean-Paul Sartre ; Vieira da Silva, Platon.
En collaboration avec Alexandre Koyré, Pierre Berès crée également la collection « Histoire de la pensée ». En 1970, il confie à Michel Foucault la collection « Savoir » (art, lettres, sciences, culture).

#### Bibliophilie
Pierre Berès a édité aussi des livres de bibliophilie :
- 1961 : René Char, L'Inclémence lointaine, avec 25 burins de Vieira da Silva

### L'expert et le collectionneur

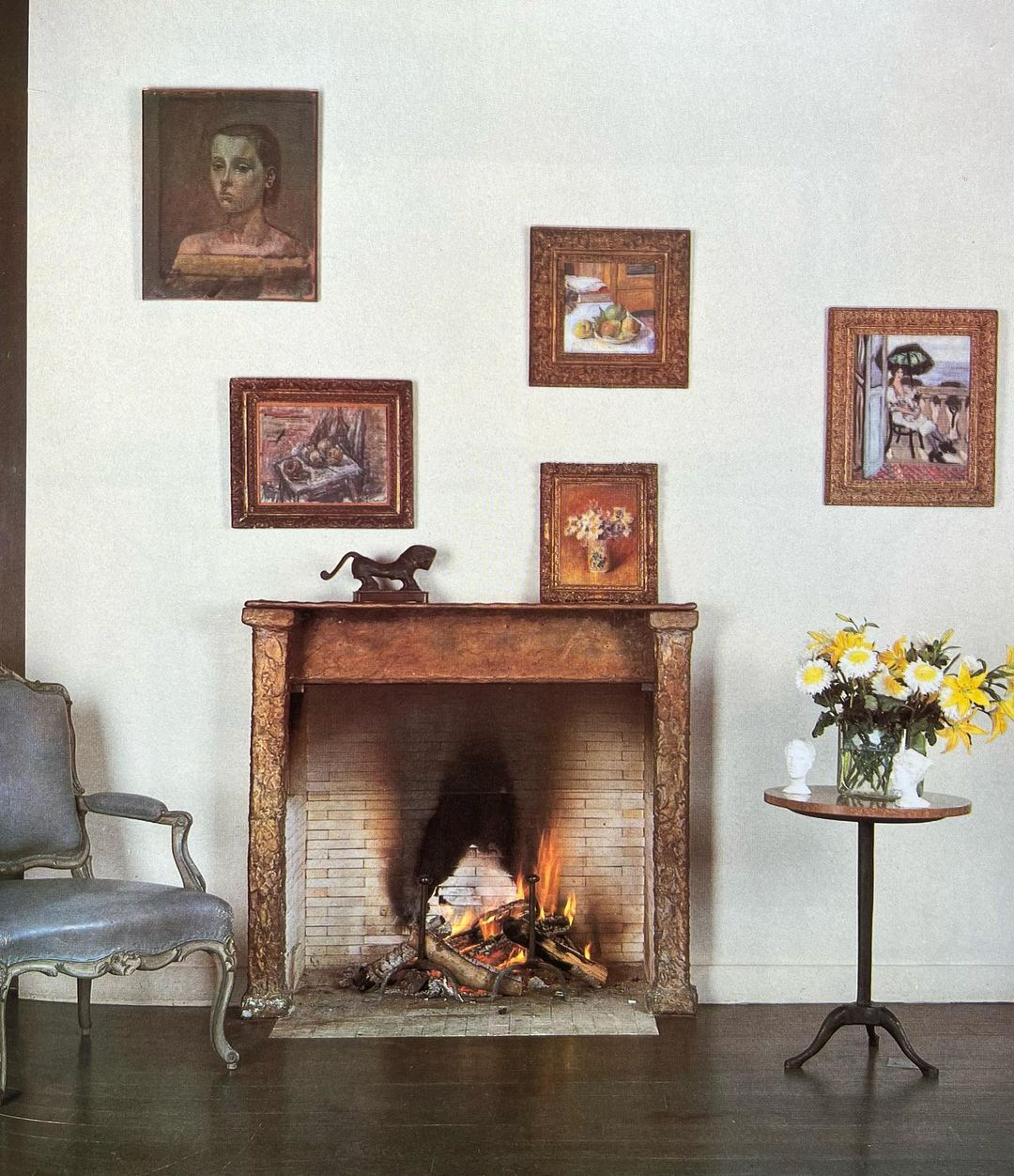
Salon de Pierre Berès, rue Barbet-de-Jouy, Paris, 1978

En mars 1951, Pierre Berès est expert lors de la vente, à New York, de la collection Lucius Wilmdering. Mandaté par Jacques Chaban-Delmas, il acquiert pour la ville de Bordeaux Le Livre de raison de Montaigne, annoté de la main de l'écrivain.
En marge de ses activités de libraire et d'éditeur, l'expertise auprès des commissaires-priseurs constitue sa troisième activité, surtout dans les années 1960. Avec l'étude Rheims et Laurin, il présente en mars 1961, aux côtés de Fernand de Nobele, la bibliothèque de Maurice Goudeket. Sa dernière vente en tant qu'expert, consacrée à Restif de la Bretonne, a lieu à l'hôtel Dassault en 2004.
En 2000, la BnF lance une souscription pour acquérir l'une des trouvailles de Pierre Berès, le manuscrit complet en neuf tomes des Mémoires d'outre-tombe de Chateaubriand. En mai 2001, il propose à la vente les 876 feuillets du manuscrit du Voyage au bout de la nuit de Céline, qui semblait perdu depuis 1943 — et qui est préempté par la Bibliothèque nationale pour 12 184 000 F.
En 2005, à 92 ans, Pierre Berès, selon les formules « gentilhomme marchand », « prince des libraires », « libraire des libraires », « plus grand libraire du monde » ou « dernier grand personnage de la librairie parisienne », prend sa retraite et vend 12 000 volumes aux enchères en une suite de six ventes historiques qui s'échelonnent jusqu'en 2007, pour un montant total de 35,3 millions d'euros. Il offre alors à l'État l'édition annotée par Stendhal de La Chartreuse de Parme, qui devait être incluse dans la vente et risquait de partir à l’étranger.
Lors de la quatrième vente, en juin 2006, il révèle des manuscrits autographes d'Arthur Rimbaud d'une valeur inestimable. Plus de treize manuscrits de Rimbaud sont ainsi vendus, dont des autographes jamais publiés (« Honte » par exemple) et l'exemplaire original remis par Rimbaud à Verlaine d' Une saison en enfer. Douze de ces manuscrits sont rachetés par le libraire Jean-Claude Vrain (et l'exemplaire d'Une saison par le collectionneur Pierre Leroy). À cette occasion, certains problèmes de lectures des fac-similés ont été éclaircis, faisant ainsi progresser la connaissance de l’œuvre de Rimbaud.

### Famille et vie privée
Pierre Berès se marie trois fois, dont une à Annick Blanchy, et a huit enfants dont sept survivent : Jacques, Pervenche, Anémone, Angélique (ex-épouse de Denis Olivennes), Platane, Achille et Anne-Isabelle (épouse d'Amedeo Montanari).
Le 26 décembre 2006, les enfants de Pierre Berès déposent une plainte contre la « maîtresse » de Pierre Berès, Constance Chastenet de Castaing, de quarante ans sa cadette, et son époux Stéphane Droulers, banquier chez Lazard, pour abus de faiblesse et escroquerie. En septembre 2007, à la suite de la plainte déposée, un expert judiciaire en neuropsychiatrie est mandaté par le juge d'instruction et diagnostique « un état déficitaire de type lacunaire sénile », faisant remonter les troubles au début des « années 2000 », c'est-à-dire effectivement avant les sept ventes aux enchères suspectes. Le médecin préconise aussitôt une « mesure de protection judiciaire ». En 2016, l'instruction est toujours en cours .